# Contracaecum aduncum
Contracaecum aduncum är en rundmaskart som först beskrevs av Rudolphi 1802.  Contracaecum aduncum ingår i släktet Contracaecum och familjen Anisakidae. Inga underarter finns listade i Catalogue of Life.